# Кармен из Ронды (фильм)
«Ка́рмен из Ро́нды» («Ка́рмен») (исп. Carmen la de Ronda)  (другие названия: «Кармен с главной площади», «Девушка против Наполеона») — испанский музыкальный мелодраматический кинофильм, поставленный испанским режиссёром Тулио Демичели в 1959 году по мотивам одноимённой новеллы Проспера Мериме с испанской  киноактрисой и эстрадной певицей Сарой Монтьель и французским киноактёром Морисом Роне в главных ролях.

## Сюжет
Музыкальный фильм по мотивам новеллы Проспера Мериме «Кармен».
1808 год, войска Наполеона вторглись в Испанию, по всей стране идут кровопролитные сражения.  В небольшом испанском городке Ронда, затерянном в живописных горах Андалусии, живёт красавица-цыганка Кармен. По вечерам она поёт для постояльцев гостиницы, в которой живёт и работает. Кармен — гордая, независимая и дерзкая, но она способна быть любящей, нежной и жертвенной по отношению к близким. Её красота вскружила головы многим мужчинам. В их числе — контрабандист Антонио, офицер наполеоновской армии Хосе (или Жозе), командир французского полка и тореадор Лукас. Жители Ронды, устроив засаду, уничтожают отряд захватчиков. Французы начинают охоту за командиром повстанцев Антонио. После кровавого противостояния с французскими солдатами Антонио находит убежище у Кармен, которая прячет храбреца на чердаке гостиницы. Влюблённая в Антонио Микаэла, сгорая от ревности, предаёт любимого и сообщает о месте его убежища французам. Антонио попадает в тюрьму. Тем временем в гостинице появляется новый постоялец — сержант Хосе (или Жозе) из вражеской армии: он очарован гордой красавицей Кармен, а цыганка, гадая по его руке, понимает, что их судьбы переплетены навечно...
В фильме звучат песни в исполнении Сары Монтьель.
Фильм снят в двух версиях: французская версия называется «Кармен из Гранады» и отличается от оригинальной испанской несколькими эпизодами.

## В ролях
- Сара Монтьель — Кармен
- Морис Роне — Хосе (или Жозе)
- Хорхе Мистраль — Антонио
- Мария де Лос-Анхелес Oртелано — Микаэла
- Херман Кобо — Лукас
- Хорхе Марко Даво — алькальд
- Саньяго Риверо — Андрес
- Феликс Фернандес
- Альфонсо Рохас, и др.

## Съёмочная группа
- Режиссёр: Тулио Демичели
- Продюсер: Бенито Перохо
- Композитор: Грегорио Гарсия Сегура
- Сценаристы: Антонио Мас Гиндаль, Хесус Мария де Аросамена, Тулио Демичели
- Оператор: Антонио Бальестерос
- Художники: Энрике Аларкон, Хоакин Эспарса
- Монтаж: Антонио Рамирес де Лоайса

## Издание на видео
- Фильм выпущен на DVD.
- В России фильм на DVD выпущен 16 августа 2012 года фирмой «Cinema Prestige».